# セキュリティ記述子定義言語
セキュリティ記述子定義言語（セキュリティきじゅつしていぎげんご、英：Security Descriptor Definition Language、SSDL）は、バイナリデータであるセキュリティ記述子を比較的人間が解釈できる形に表し直すために使用される言語。
相互変換が可能であり、定義言語の詳細は詳しく公式ドキュメントに記載されている。所有者SID、所有者が所属するグループSID、DACLのACE群、SACLのACE群で構成されている。

## 構文
以下の4行が大まかな構文であり、明示的なSID文字列を除き、すべて、後述する独自の文字列で構成されている。
```
O:オーナーSID
G:グループSID
D:DADLフラグ(ACE文字列1)(ACE文字列2)...(ACE文字列N)
S:SACLフラグ(ACE文字列1)(ACE文字列2)...(ACE文字列N)

```

### 所有者SID
オブジェクトの所有者のSIDを表す、SIDエイリアス（後述）または標準のSID文字列。

### グループSID
オブジェクトの所有者が所属するグループのSIDを表す、SIDエイリアス（後述）または標準のSID文字列。

### DACLフラグ/SACLフラグ
| 文字列            | Ssdl.hでの定数名      | 意味                                      |
| ----------------- | --------------------- | ----------------------------------------- |
| P                 | SDDL_PROTECTED        | ACLは保護されている。                     |
| AR                | SDDL_AUTO_INHERIT_REQ | ACLを自動的に継承することを要求する。     |
| AI                | SDDL_AUTO_INHERITED   | ACLを自動的に継承する。                   |
| NO_ACCESS_CONTROL | SDDL_NULL_ACL         | ACLがNULL（誰にでもフルアクセスを許可）。 |

### ACE文字列
```
ACEの種類;ACEフラグ;アクセス権;オブジェクトGUID;継承オブジェクトGUID;アカウントSID;(リソース属性)

```

### SIDエイリアス
主要なSIDエイリアスの例は以下の通りである。エイリアスの一覧は公式ドキュメントを参照のこと。
| 文字列 | Ssdl.hでの定数名           | 対応するRID                  | 意味                      |
| ------ | -------------------------- | ---------------------------- | ------------------------- |
| AO     | SDDL_ACCOUNT_OPERATORS     | DOMAIN_ALIAS_RID_ACCOUNT_OPS | アカウント オペレーター。 |
| DA     | SDDL_DOMAIN_ADMINISTRATORS | DOMAIN_GROUP_RID_ADMINS      | ドメイン管理者。          |
| SY     | SDDL_LOCAL_SYSTEM          | SECURITY_LOCAL_SYSTEM_RID    | ローカル システム。       |

## 例
```
O:DA
G:DA
D:(A;;RPWPCCDCLCRCWOWDSDSW;;;SY)(A;;RPWPCCDCLCRCWOWDSDSW;;;DA)(A;;RPLCRC;;;AU)
S:(AU;SAFA;WDWOSDWPCCDCSW;;;WD)

```

は、解釈すると以下の通りである。
```
SD:

  Owner:       S-1-5-21-397955417-626881126-188441444-512

  Group:       S-1-5-21-397955417-626881126-188441444-512

DACL:

  ACE1:

    SID:       S-1-5-18

    Type:      ACCESS_ALLOWED_ACE_TYPE

    Inherit:   なし

    Rights:    DELETE + READ_CONTROL + WRITE_DAC + WRITE_OWNER + その他(0x0000003f)

  ACE2:

    SID:       S-1-5-21-397955417-626881126-188441444-512

    Type:      ACCESS_ALLOWED_ACE_TYPE

    Inherit:   なし

    Rights:    DELETE + READ_CONTROL + WRITE_DAC + WRITE_OWNER + その他(0x0000003f)

  ACE3:

    SID:       S-1-5-11

    Type:      ACCESS_ALLOWED_ACE_TYPE

    Inherit:   なし

    Rights:    READ_CONTROL + その他(0x00000014)

SACL:

  ACE1:

    SID:       S-1-1-0

    Type:      SYSTEM_AUDIT_ACE_TYPE

    Inherit:   SUCCESSFUL_ACCESS_ACE_FLAG + FAILED_ACCESS_ACE_FLAG

    Rights:    DELETE + WRITE_DAC + WRITE_OWNER + その他(0x0000002b)

```

## 参照
- アクセス制御 § コンピュータセキュリティ
- 認可 (セキュリティ)
- コンピュータセキュリティ
- 情報セキュリティ
- セキュリティ識別子
- セキュリティ記述子